# Davis (Illinois)
Davis – wieś w Stanach Zjednoczonych, w stanie Illinois, w hrabstwie Stephenson.